# Football Alliance
The Football Alliance var en engelsk fodboldliga, som eksisterede i tre sæsoner fra 1889–90 til 1891–92.
Den blev dannet af 12 klubber som konkurrent til The Football League, som startede i sæsonen 1888-89, ligeledes med 12 medlemmer. The Football Alliance dækkede samme område som The Football League, fra English Midlands til North West, men også lidt længere mod øst i Sheffield, Grimsby og Sunderland. Nogle af de klubber, som var med til at grundlægge ligaen, havde året før spillet i The Combination, men den liga lukkede på grund af mangel på organisation. Formanden for Football Alliance var John Holmes, der også var formand for The Wednesday FC, som blev ligaens første mestre, da holdet i åbningssæsonen vandt 15 ud af 22 kampe.
Efter den første sæson blev Stoke FC optaget som nyt medlem af ligaen, efter at holdet havde forladt The Football League. Året efter blev Stoke FC genoptaget i The Football League sammen med Darwen FC, som også kom fra The Football Alliance, hvilket øgede antallet af hold i The Football League fra 12 til 14. 
I 1892 blev det besluttet at fusionere The Football Alliance ind i The Football League, som dermed kom til at bestå af to divisioner. Football League Second Division kom hovedsageligt til at bestå af klubber, der kom fra The Football Alliance, mens Football League First Division fik deltagelse af de eksisterende Football League-klubber og de tre stærkeste Alliance-klubber.

## Placeringer
| Klub                      | 1889–90 | 1890–91 | 1891–92 |
| ------------------------- | ------- | ------- | ------- |
| The Wednesday FC          | 1       | 12      | 4       |
| Bootle FC                 | 2       | 11      | 9       |
| Sunderland Albion FC      | 3       | 2       |         |
| Grimsby Town FC           | 4       | 3       | 6       |
| Crewe Alexandra FC        | 5       | 8       | 7       |
| Darwen FC                 | 6       | 6       | -       |
| Birmingham St George's FC | 7       | 4       | 12      |
| Newton Heath FC           | 8       | 9       | 2       |
| Walsall Town Swifts FC    | 9       | 7       | 11      |
| Small Heath FC            | 10      | 10      | 3       |
| Nottingham Forest FC      | 11      | 5       | 1       |
| Long Eaton Rangers FC     | 12      | -       | -       |
| Stoke FC                  | -       | 1       | -       |
| Burton Swifts FC          | -       | -       | 5       |
| Ardwick AFC               | -       | -       | 8       |
| Lincoln City FC           | -       | -       | 10      |